# الحملة الأندلسية (1277-1278)
الحملة المرينية على الأندلس 1277–1278 هي الحملة الثانية التي قادها السلطان المريني أبو يوسف يعقوب في شبه الجزيرة الأيبيرية وبدعم من أمير غرناطة محمد الثاني الفقيه في نهاية الحملة، دمر المسلمون الأراضي المسيحية دون تحقيق أية مكاسب استراتيجية ودون فتوحات. وانتهت الحملة بطلب ملك قشتالة ألفونسو العاشر السلام .

## سياق
بعد انقضاء سنتين  على هدنة الموقعة مع الملك القشتالي ألفونسو بعد حملة المرينيين الناجحة سنة 1277. وتجمع الجيش المريني في الرباط ، ثم بالقرب من طنجة ، وعبر مضيق جبل طارق ونزل في طريفة في 3 يوليوز 1277.

## العملية

### الحملة الأولى
غزا الجيش المريني قشتالة ، ووصل إلى أبواب إشبيلية في 13 أغسطس 1277 ، الموافق ليوم المولد النبوي. سانتشو ، الابن وولي عهد للملك ألفونسو العاشر ، تولى رعاية المملكة في غياب والده، منشغلًا بقتال الفرنسيين في الشمال. الأمير سانشو، الذي كان موجودا آنذاك في المدينة، تردد في البداية ثم حاول الخروج ضد القوات المرينية المتمركزة على ضفاف نهر الوادي الكبير . فنشبت معركة انتهت بهزيمة القشتاليين، وتكبدهم خسائر فادحة، حتى صار نهر الوادي الكبير " مغطا بجثثهم ".ثم يغير المرينيون على ريف إشبيلية طوال الليل.
ثم غادر أبو يوسف يعقوب محيط إشبيلية، وواصل غاراته ثم فتح على العديد من الحصون. وفي نهاية شهر أغسطس، عاد إلى الجزيرة الخضراء محملا بغنائم كثيرة والعديد من الأسرى.

### البعثة الثانية
في منتصف سبتمبر تقريبًا، استأنف المرينيون الحملة وحاصروا في شريش بينما قام الأمير أبو يعقوب يوسف النصر على رأس فرقة من سلاح الفرسان بمداهمة وتدمير حصون الوادي الكبير ، بما في ذلك روطة . حتى أن الأمير أبو يعقوب يوسف النصر وصل إلى مقاطعة إشبيلية حيث أغار على ريفها. عاد المرينيون بعد ذلك إلى الجزيرة الخضراء بغنائم كبيرة.

### البعثة الثالثة
بعد نهب منطقتي إشبيلية وخيريز ، دعا السلطان أبو يوسف يعقوب حليفه محمد الثاني الفقيه أمير غرناطة للانضمام إليه في قيادة حملة ضد منطقة قرطبة . يوافق، وتلتقي الجيوش المغربية الغرينادية في أرشدونة. قام المسلمون بدخول الأراضي المسيحية مرة أخرى، ودخلوا قلعة بيناميخي. ودمرت القلعة تماما، وأسرت النساء والأطفال. وواصل المسلمون تقدمهم، وخربوا كل ما في طريقهم، حتى وصلوا إلى قرطبة، ومن هناك أقاموا معسكرهم بالقرب منها.
وبقي المسلمون قرب أسوار قرطبة ثلاثة أيام، وأعاروا على ريف المدينة. وفتحوا حصون الزهراء وبركونة وأرخونا ودمروها بالكامل. كما انطلقت مفارز مرينية لمداهمة منطقة جيان . فاضطر ملك قشتالة ألفونسو العاشر إلى طلب السلام. فوقعت معاهدة سلام لصالح المسلمين في 25 فبراير 1278.